# Cambín
Se llama cambín a una nasa hecha de junco que imita la figura de un sombrero redondo. 
Se cala al fondo con tres piedras colocadas por su ruedo en forma triangular. El pez atraído del cebo se introduce por la parte de arriba donde este arte tiene la boca al modo que una ratonera de alambre. Su paraje más propio para pescar es cerca de las rocas y el tiempo oportuno desde finales de mayo hasta fines de septiembre.